# Orhan Özkara
Orhan Özkara (* 2. November 1979 in Ahlen) ist ein ehemaliger türkischer Fußballspieler. Er spielte 2007 bis 2011 als Abwehrspieler für den SC Preußen Münster.

## Werdegang
Özkara debütierte am 9. Mai 1998 in der Regionalliga West/Südwest als Spieler von LR Ahlen. Später spielte er für den SV Lippstadt 08 (bis 2003). In der Saison 2003/04 absolvierte er fünf Spiele für LR Ahlen in der zweiten Bundesliga. Er debütierte am 23. November 2003 bei der 0:3-Auswärtsniederlage seines Vereins beim SSV Jahn Regensburg. In der Saison 2004/05 spielte er für die zweite Mannschaft von Arminia Bielefeld in der Regionalliga Nord. In den beiden folgenden Spielzeiten war er für den SC Verl in der Oberliga Westfalen aktiv, bevor er im Sommer 2007 zu Preußen Münster wechselte. Mit den Preußen erreichte er die Meisterschaft in der Oberliga Westfalen, wodurch sich der Verein für die neugegründete Regionalliga West qualifizierte.
Orhan Özkara ist der Onkel des aserbaidschanischen Nationalspielers Cihan Özkara. Heute spielt er regelmäßig in der Traditionsmannschaft des SC Preußen Münster und betreibt ein eigenes Café in Münster.